# Harald Slott-Møller

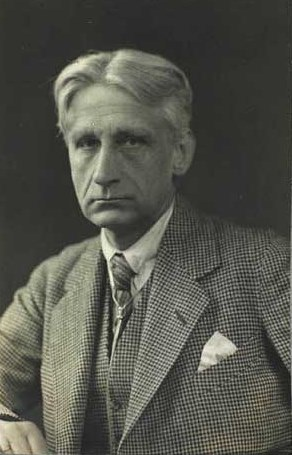
Harald Slott-Møller.

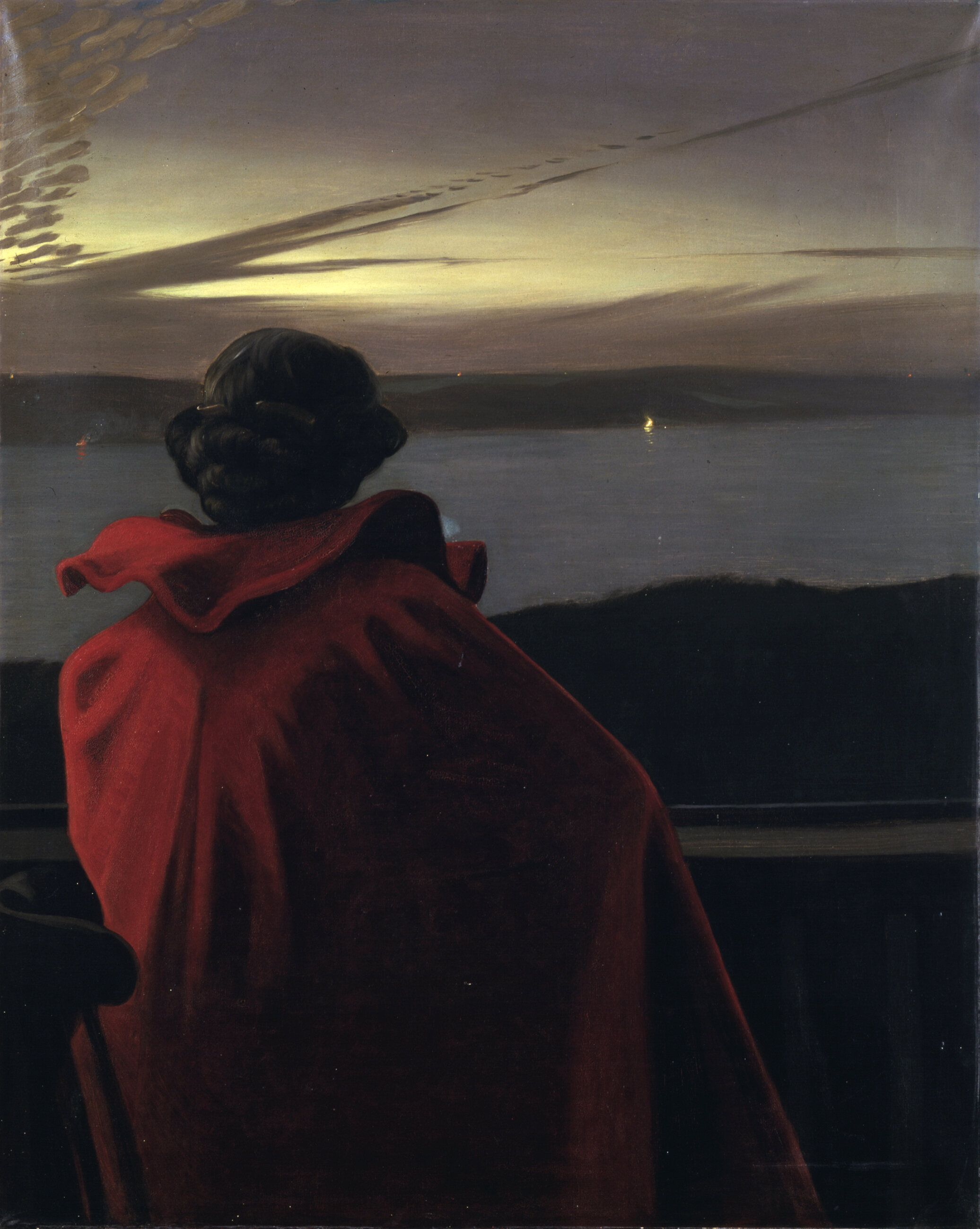
Midsommarnatt vid Vejlefjorden, 1904

Georg Harald Slott-Møller, född 17 augusti 1864 i Köpenhamn, död 20 oktober 1937 i Köpenhamn, var en dansk målare.
Harald Slott-Møller studerade en kort tid i Det Kongelige Danske Kunstakademi i Köpenhamn 1882–83, men fick sin huvudsakliga utbildning i "konstnärernas studieskola" med Peder Severin Krøyer och Laurits Tuxen som lärare. Han uppträdde 1887 med friluftsbilden Ute, målad i samarbete mellan Slott-Møller och hans dåvarande fästmö Agnes Rambusch, och väckte mycket uppseende 1888 med Fattigt folk, samlat i en läkares väntrum. Målningen ville gälla som en symbolisk framställning av de fattiga i olika åldrar, väntande på sitt öde - en öppen dörr i bakgrunden ledde till ett ogenomträngligt mörker, där en vinkande benrangelshand svagt kunde skönjas. Handen övermålades sedan. Tavlan stannade i Köpenhamns konstmuseum. 
En resa till Italien 1889 blev av stor betydelse för Harald Slott-Møllers konstutveckling. Bland hans målningar under de följande åren märks Adam och Eva (1891), I Arkadien (1892), Sommarafton (en stiliserad komposition, tre unga kvinnor, sedda i profil, vandrar i gåsmarsch fram på en stig över en blomsterrik äng; anordningen påminner om antika reliefer eller vasmålningar; 1895, Hirschsprungs museum), Våren (1896, på samma plats), den muntra kompositionen Havsfruns barn (1899), I Italien (ett ungt par vid frukostbordet med utsikt över ett florentinskt landskap, 1901), Badande flickor (1904), Paolo och Francesca (1905), Guldhornet (1906), Flyttfåglar (1910) och Skalden (1912). Göteborgs konstmuseum äger Diana och Sankt Hubert. Känslig kolorist och stark i det tekniska, sökte Slott-Møller förena realism i karaktär och naturframställning med dekorativ hållning. Han målade även förträffliga porträtt: Konstnärens hustru (bland dem ett mycket friskt och energiskt porträtt i helfigur, 1887), Georg Brandes i talarstolen (1889), Erik och Amalie Skram (1896) med flera. Han utförde målningar och gjorde teckningar till reliefer i Köpenhamns rådhus. Slott-Møller finns även representerad med keramik vid bland annat Nationalmuseum i Stockholm.
Har var en av medgrundarna av Den frie Udstilling 1891. År 1894 utställde han en vagga i målad träskulptur (Konstindustrimuseet), lämnade ritningar till möbler, bokutstyrsel och bokband, exlibris, frimärken, arbeten i guld, silver och fajans. I skrift försvarade han sin ståndpunkt och sin strävan samt uppträdde mot vad han såg som själlös naturefterbildning och "bondemåleri".